# Cyanoramphus saisseti
El perico de Nueva Caledonia (Cyanoramphus saisseti) una especie de ave psitaciforme de la familia Psittaculidae endémica del Nueva Caledonia. Ocupa diversos hábitats en la isla principal del archipiélago, tanto los bosques como las arboledas abiertas y las zonas de matorral.

## Taxonomía

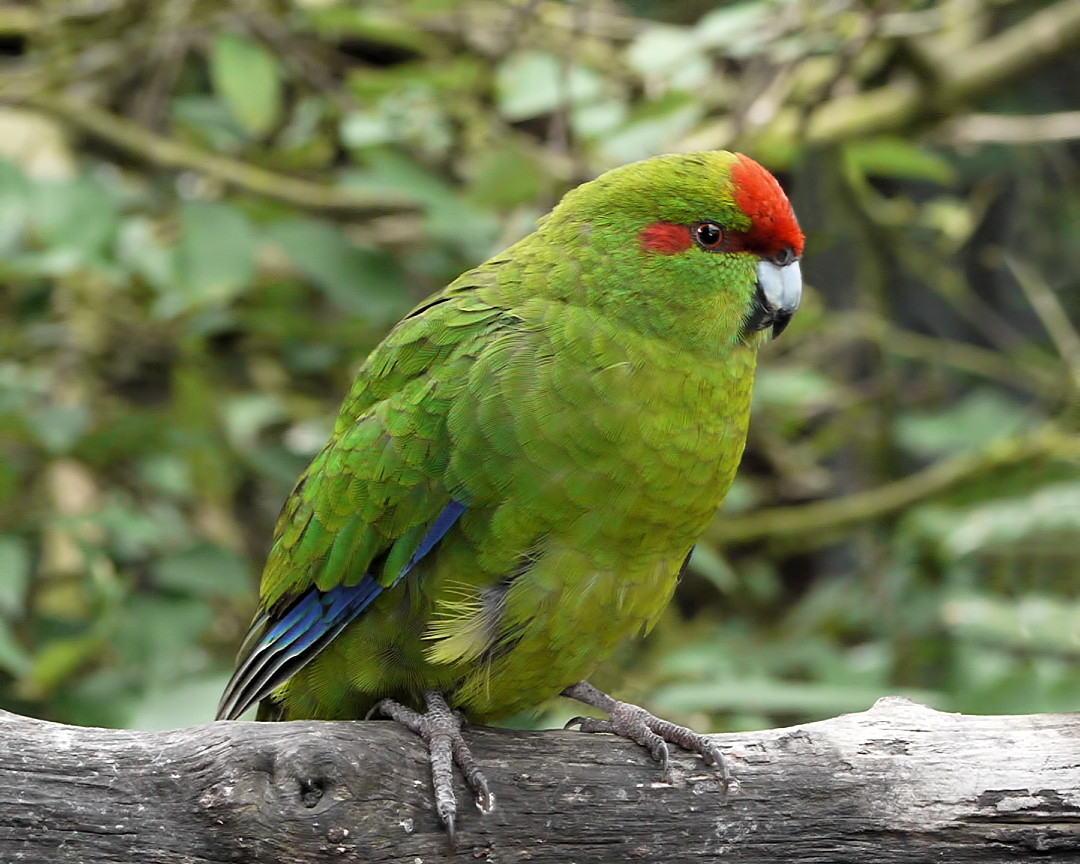
Perico de Nueva Caledonia (Reserva de la Naturaleza de Nga Manu, Waikanae, Nueva Zelanda)

En el pasado se consideraba al perico de Nueva Caledonia conespecífico del perico maorí cabecirrojo (C. novaezelandiae) de Nueva Zelanda, pero los estudios genéticos han demostrado que es una especie separada y que ocupa una posición basal en el género Cyanoramphus, lo que indica que el género tendría su origen en Nueva Caledonia.

## Descripción
El perico de Nueva Caledonia es algo más pequeño que la forma nominal del perico maorí cabecirrojo (tiene una longitud media de 26 cm en lugar de los 27 cm del segundo). Su plumaje es principalmente verde, aunque es más amarillento en los laterales de la cabeza, el pecho y el vientre que su congénere neozelandés. En cambio tiene manchas rojas similares en la cabeza (en la frente y tras el ojo) y también sus plumas primarias son azules.